# Tachigali paniculata
Tachigali paniculata là một loài thực vật có hoa trong họ Đậu. Loài này được Aubl. miêu tả khoa học đầu tiên.